# フィーバー (パスピエの曲)
『フィーバー』は、2013年3月にワーナーミュージック・ジャパンよりリリースされたパスピエのメジャー1枚目のシングル。

## 概要
キャッチコピーは「印象有象万象的華美旋律 二〇一三新章開幕単曲集」。
表題曲「フィーバー」は後に『演出家出演』に収録。「Eccentric Person Come Back To Me」は大野方栄のカバー。「アンドロメダ」は『ブンシンノジュツ」』収録のものをリメイク。
タワーレコード対象店舗の購入者に先着で入場券付サイン会参加券が配布され、2013年3月23日に新宿タワーレコードにてリリース記念のインストア・ライブ＆サイン会が大胡田と成田の特別編成で実施された。

## 収録内容
| 全編曲: パスピエ。 |                                      |                                                 |                        |                      |       |
| #                  | タイトル                             | 作詞                                            | 作曲                   | 原曲                 | 時間  |
| 1.                 | 「フィーバー」                       | 大胡田なつき                                    | 成田ハネダ             |                      | 3:41  |
| 2.                 | 「マグネティック」                   | 大胡田なつき                                    | 成田ハネダ             |                      | 4:10  |
| 3.                 | 「Eccentric Person Come Back To Me」 | オスカー・ハマースタイン2世、日本語詞：大野方栄 | シグマンド・ロンバーグ | LOVE COME BACK TO ME | 3:13  |
| 4.                 | 「アンドロメダ」                     | 大胡田なつき                                    | 成田ハネダ             |                      | 3:44  |
| 合計時間:          | 合計時間:                            | 合計時間:                                       | 合計時間:              | 合計時間:            | 14:48 |